# Szlachar
Szlachar, tracz długodzioby, długodziób (Mergus serrator) – gatunek dużego ptaka wodnego z rodziny kaczkowatych (Anatidae), zamieszkujący Eurazję i Amerykę Północną. Mimo rozległego zasięgu występowania nie wyróżnia się podgatunków. Nie jest zagrożony wyginięciem.

## Zasięg występowania
Szlachar zamieszkuje Eurazję (pas od Wysp Brytyjskich, przez Beneluks, Europę Środkową i Wschodnią, południową Syberię po Mandżurię i północną Japonię) oraz Amerykę Północną po Wielkie Jeziora Północnoamerykańskie na południu, a także Grenlandię i Islandię.
Niektóre populacje są osiadłe lub koczujące. Północne populacje wędrowne, przeloty w marcu–maju i październiku–grudniu. Zimuje na brzegach Morza Śródziemnego, europejskich brzegach Atlantyku, Morza Północnego, Bałtyku, pacyficznych wybrzeżach Azji oraz wschodnim i zachodnim wybrzeżu Ameryki Północnej.
W Polsce do niedawna skrajnie nielicznie gnieździł się na Kaszubach, Pomorzu i na Mazurach. Jeszcze w latach 1986–1995 liczebność krajowej populacji lęgowej szacowano na 40–60 par. Ostatni potwierdzony lęg (według stanu na 2020) odnotowano w 2003 roku na Jeziorach Wdzydzkich. W trakcie przelotów pojawia się w całym kraju, liczniej na wybrzeżu. Również zimuje na wybrzeżu, głównie w dwóch rejonach: na Zatoce Pomorskiej i wzdłuż zachodniego wybrzeża oraz na Zatoce Gdańskiej.

## Charakterystyka

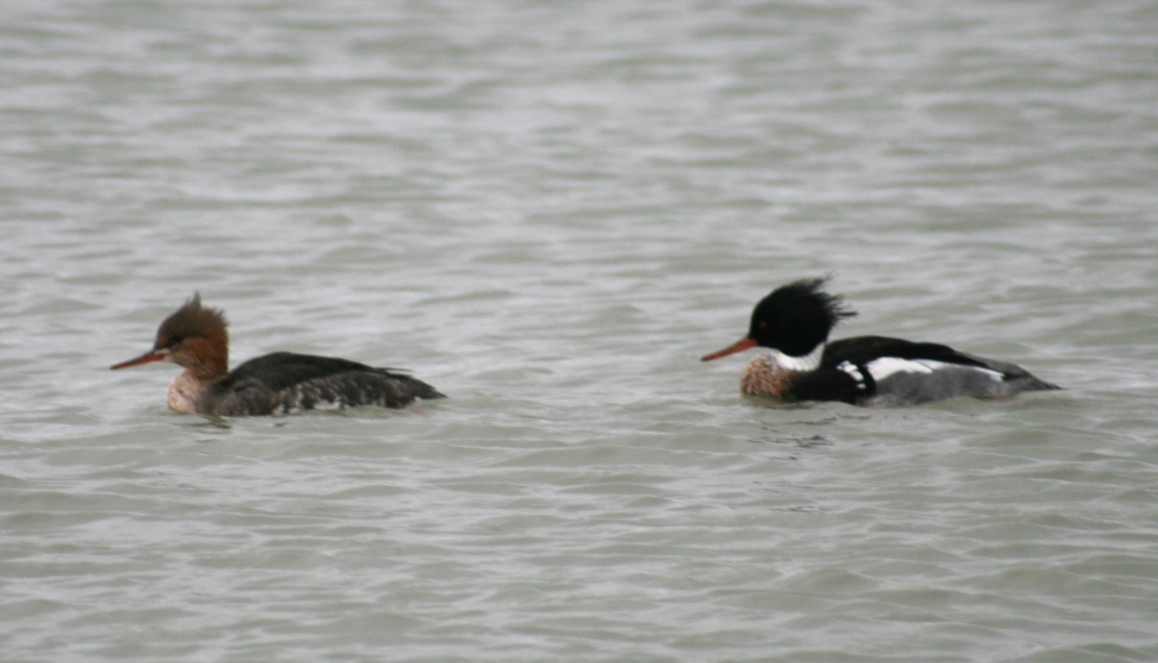
Para – po lewej samica, po prawej samiec

Wygląd zewnętrznyZarówno samiec, jak i samica mają na głowie rozdwojony, postrzępiony czub. Samiec znacznie większy, w upierzeniu godowym ma głowę i górę szyi czarne z metalicznym połyskiem, a dół szyi biały z czarną linią wzdłuż kręgosłupa. Pierś rdzawa z ciemnymi, podłużnymi pręgami, za kolorem rdzawym czarny pas z białymi plamami w kształcie łzy, łączący się z czarnym grzbietem. Brzuch biały, boki, ogon i nadogonie szare. Dziób i nogi krwistoczerwone. Samica ma głowę i szyję rdzawą, podgardle i przód szyi białe o rozmytych brzegach, reszta ciała szara z ciemnym deseniem. Żółtoczerwony dziób. Skrzydła od spodu białe, z białym lusterkiem z wierzchu. W locie na białych skrzydłach widać dwa czarne pasy. Samiec w szacie spoczynkowej i młodociane podobne do samicy, choć jej grzbiet jest ciemniejszy. Czubki młodych są krótkie. Na przodzie szyi widnieje wąski, jasny kołnierzyk.
Samica podobna do nurogęsi, ale brązowa głowa nie jest u szlachara wyraźnie odgraniczona od szyi, a jej przód nie jest czysto biały.
Rozmiarydługość ciała 52–58 cm, rozpiętość skrzydeł 67–86 cm
Masa ciałasamiec 947–1350 g, samica 900–1100 g

## Środowisko
Czyste wody, zarówno stojące jak i bieżące, w strefie tundry, tajgi i lasów mieszanych, a także morskie wybrzeża, wysepki i fiordy. Wytrzymują ostre mrozy na rzekach o wartkim prądzie, które zimą nie zamarzają.

## Pożywienie
Wyłącznie zwierzęta, głównie drobne ryby słodkowodne i morskie. Pokarm zdobywają nurkując, często w stadzie.

## Rozród

### Okres godowy
TokiJuż pod koniec zimy samce i samice zbliżają się do siebie i wykazują zainteresowanie, ale w pary łączą się dopiero na lęgowiskach od kwietnia do czerwca. W czasie toków kaczor wydaje z szeroko otwartym dziobem dźwięk podobny do „gneng” lub „hue-eng”, a kaczka chrapliwe „rok-rok-rok”. Samiec wykonuje charakterystyczne tzw. załamanie, czyli unosi głowę, a potem zanurza szybko pod wodę pierś i szyję. Jednocześnie unosi tylną część ciała.
GniazdoSamica na początku maja, 3 tygodnie przed rozpoczęciem składania jaj, zaczyna szukać miejsca na gniazdo – na ziemi, często daleko od wody, w trawie, pod krzewem, rzadziej w trzcinie i innej roślinności nadbrzeżnej. Stanowi je płytka jamka wypełniona suchymi częściami roślin suchych i świeżych, zebranymi z okolicy. W czasie poszukiwań i budowy gniazda kaczor trzyma się w pobliżu na wodzie.

### Okres lęgowy

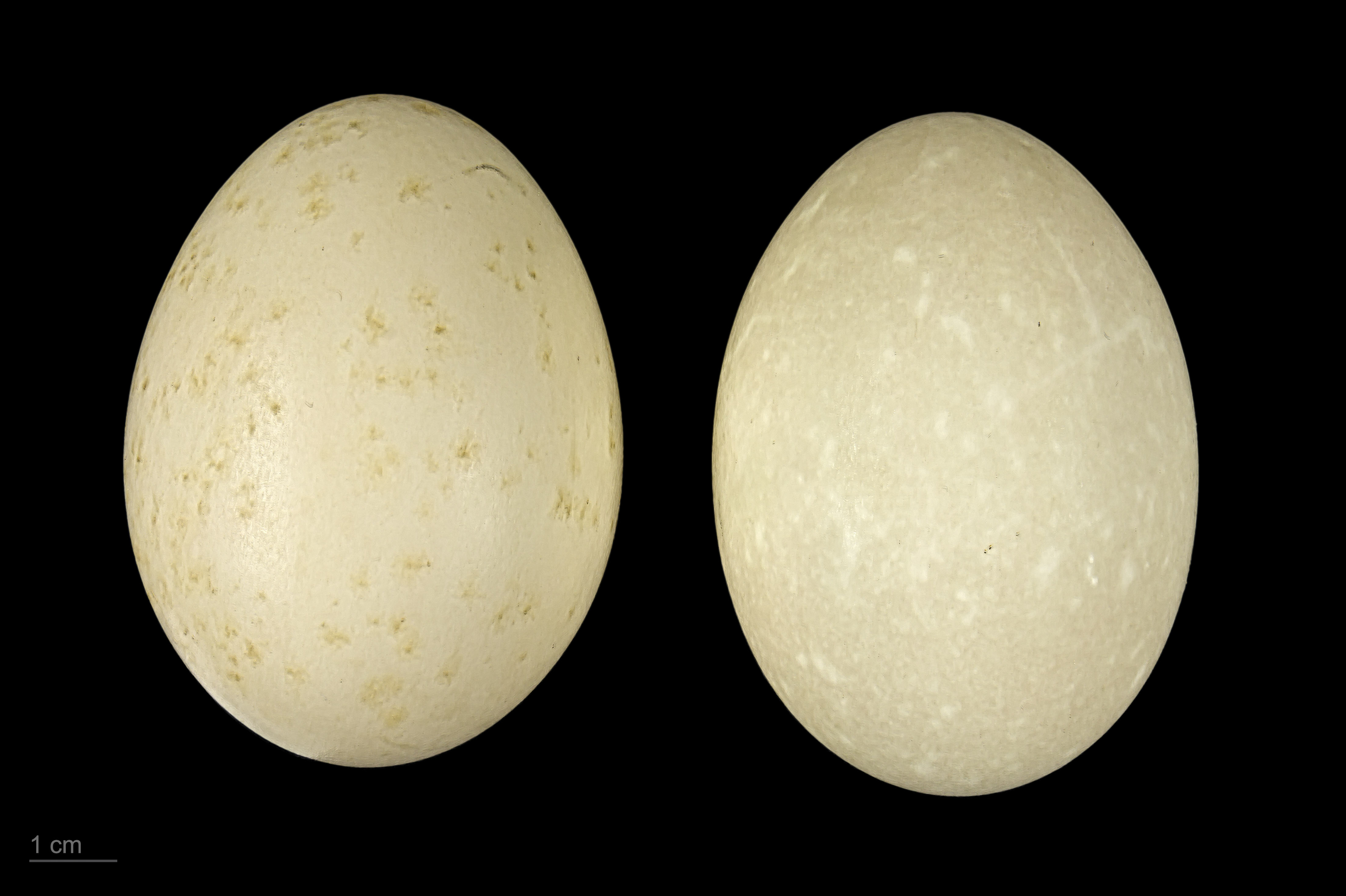
Jaja z kolekcji muzealnej

JajaW ciągu roku wyprowadza jeden lęg (może znieść jaja ponownie w przypadku utraty lęgu), składając w kwietniu–czerwcu 4 do 14 różowawych lub różowawozielonkawych jaj.
WysiadywanieJaja wysiadywane są przez okres 29 do 35 dni przez samicę.
PisklętaPisklęta opuszczają gniazdo po 1–3 dniach, po czym matka wodzi je nad wodę. Kaczęta w puchu mają szarobrązowe grzbiety przypominające bardzo młode tracza nurogęsi. Różnią się jednak od nich układem plam na policzkach i kształtem dzioba. Młode usamodzielniają się przed pierzeniem, które ma miejsce w wieku 60–65 dni. Po 8–9 tygodniach zdolne są do lotu.

## Status, zagrożenia i ochrona
W Czerwonej księdze gatunków zagrożonych Międzynarodowej Unii Ochrony Przyrody szlachar nieprzerwanie od 1988 roku uznawany jest za gatunek najmniejszej troski (LC – Least Concern). Liczebność światowej populacji w 2016 roku, według szacunków organizacji Wetlands International, mieściła się w przedziale około 495–605 tysięcy osobników. Globalny trend liczebności populacji uznawany jest za stabilny, choć według szacunków organizacji BirdLife International (2015) populacja europejska zmniejsza się.
W Polsce objęty ścisłą ochroną gatunkową, wymaga ochrony czynnej. Na Czerwonej liście ptaków Polski został sklasyfikowany jako gatunek wymarły regionalnie (RE) – dotyczy populacji lęgowej. Wśród przyczyn, które doprowadziły do wymarcia krajowej populacji, wymienia się: drapieżnictwo ze strony ssaków takich jak norka amerykańska, jenot lub kuna (plądrowanie lęgów, zagryzanie wysiadujących samic), płoszenie ptaków przez ludzi, czy też eutrofizację wód. Liczebność populacji zimującej w Polsce w latach 2013–2018 szacowano na 1000–6700 osobników.